# Tahir Khalil Habbush al-Tikriti
Tahir Jalil Habbush al Takriti (àrab: طاهر جليل حبوش التكريتي, Ṭāhir Jalīl Ḥabbūx at-Tikrītī) és un antic funcionari del servei secret iraquià que va servir al règim de Saddam Hussein; el 2001 va ser fet cap del servei secret de l'Iraq i, com a tal, va informar l'MI6 el gener de 2003 (poc abans de l'inici de la Guerra de l'Iraq) que l'Iraq no tenia armes de destrucció massiva. Era el jack of diamonds en el joc de cartes iraquià dels més buscats i segueix sent un fugitiu amb un màxim d'un milió de dòlars de recompensa per la informació que conduïsca a la seua captura.

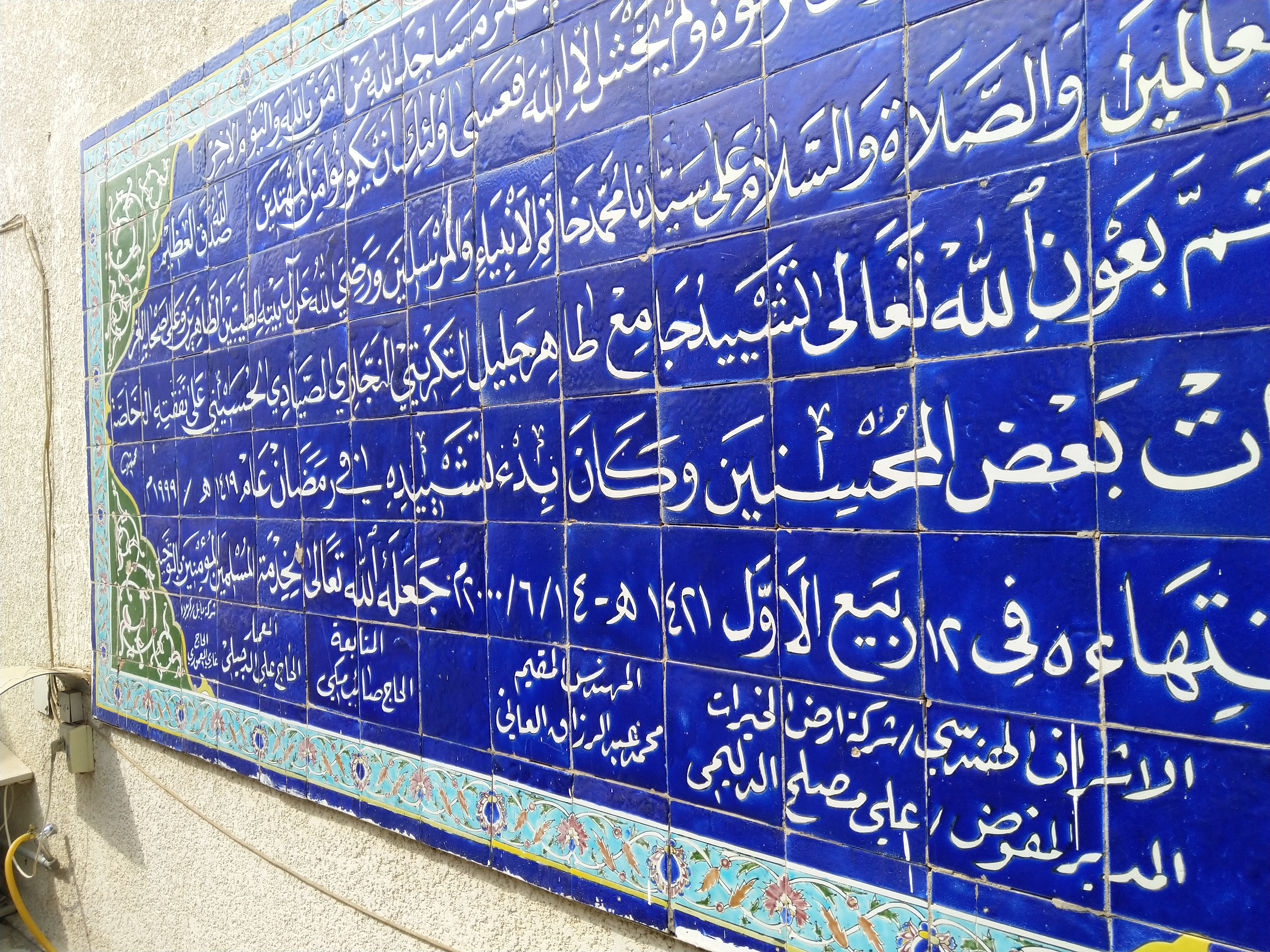
Un mural en la mesquita de Bagdad esmenta el seu nom com a benefactor.